# Okręg wyborczy nr 16 do Sejmu Rzeczypospolitej Polskiej (1993–2001)
Okręg wyborczy nr 16 do Sejmu Rzeczypospolitej Polskiej (1993–2001) obejmował Katowice oraz gminy Bieruń, Bojszowy, Bytom, Chełm Śląski, Chorzów, Imielin, Kobiór, Lędziny, Łaziska Górne, Mikołów, Mysłowice, Piekary Śląskie, Ruda Śląska, Siemianowice Śląskie, Świętochłowice, Tychy, Wyry i Zabrze. W ówczesnym kształcie został utworzony w 1993. Wybieranych było w nim 16 posłów w systemie proporcjonalnym (do 1997 wybierano 17 posłów).
Siedzibą okręgowej komisji wyborczej były Katowice.

## Wyniki wyborów
| Podział 17 mandatów: SLD: 6 UP: 2 PSL: 1 UD: 4 KPN: 2 BBWR: 2 |

| Podział 16 mandatów: SLD: 5 UW: 4 AWS: 7 |

## Reprezentanci okręgu
| Sejm | Rok  | Poseł KW                                          | Poseł KW                                          | Poseł KW                                          | Poseł KW                                          | Poseł KW                                          | Poseł KW                                          | Poseł KW                                          | Poseł KW                                          | Poseł KW                                          | Poseł KW                                          | Poseł KW                                          | Poseł KW                                          | Poseł KW                                          | Poseł KW                                          | Poseł KW                                          | Poseł KW                                          | Poseł KW                                          | Poseł KW                                          | Poseł KW                                          | Poseł KW                                          | Poseł KW                                          | Poseł KW                                          | Poseł KW                                          | Poseł KW                                          | Poseł KW                                          | Poseł KW                                          | Poseł KW                                          | Poseł KW                                          | Poseł KW                                          | Poseł KW                                          | Poseł KW                                          | Poseł KW                                          | Poseł KW                                          | Poseł KW                                          |
| ---- | ---- | ------------------------------------------------- | ------------------------------------------------- | ------------------------------------------------- | ------------------------------------------------- | ------------------------------------------------- | ------------------------------------------------- | ------------------------------------------------- | ------------------------------------------------- | ------------------------------------------------- | ------------------------------------------------- | ------------------------------------------------- | ------------------------------------------------- | ------------------------------------------------- | ------------------------------------------------- | ------------------------------------------------- | ------------------------------------------------- | ------------------------------------------------- | ------------------------------------------------- | ------------------------------------------------- | ------------------------------------------------- | ------------------------------------------------- | ------------------------------------------------- | ------------------------------------------------- | ------------------------------------------------- | ------------------------------------------------- | ------------------------------------------------- | ------------------------------------------------- | ------------------------------------------------- | ------------------------------------------------- | ------------------------------------------------- | ------------------------------------------------- | ------------------------------------------------- | ------------------------------------------------- | ------------------------------------------------- |
| II   | 1993 |                                                   | B. Blida SLD                                      |                                                   | Z. Bujak UP                                       |                                                   | A. Słomka KPN (1993) AWS (1997)                   |                                                   | I. Lipowicz UD (1993) UW (1997)                   |                                                   | T. Zieliński UD (1993) UW (1997)                  |                                                   | C. Śleziak SLD                                    |                                                   | J. Wuttke BBWR                                    |                                                   | J. Niemcewicz UD                                  |                                                   | M. Trzcińska-Fajfrowska UD                        |                                                   | J. Chojnacki SLD                                  |                                                   | K. Ścierski PSL                                   |                                                   | Z. Bomba SLD                                      |                                                   | J. Kisieliński SLD                                |                                                   | Z. Wieczorek SLD                                  |                                                   | H. Dyrda BBWR                                     |                                                   | G. Kaczmarzyk KPN                                 |                                                   | S. Karpiński UP                                   |
| II   | 1994 | P. Polmański UD                                   | B. Blida SLD                                      |                                                   | Z. Bujak UP                                       |                                                   | A. Słomka KPN (1993) AWS (1997)                   |                                                   | I. Lipowicz UD (1993) UW (1997)                   |                                                   | T. Zieliński UD (1993) UW (1997)                  |                                                   | C. Śleziak SLD                                    |                                                   | J. Wuttke BBWR                                    |                                                   | J. Niemcewicz UD                                  |                                                   |                                                   |                                                   | J. Chojnacki SLD                                  |                                                   | K. Ścierski PSL                                   |                                                   | Z. Bomba SLD                                      |                                                   | J. Kisieliński SLD                                |                                                   | Z. Wieczorek SLD                                  |                                                   | H. Dyrda BBWR                                     |                                                   | G. Kaczmarzyk KPN                                 |                                                   | S. Karpiński UP                                   |
| III  | 1997 |                                                   | B. Blida SLD                                      | M. Krzaklewski AWS                                |                                                   |                                                   | A. Słomka KPN (1993) AWS (1997)                   |                                                   | I. Lipowicz UD (1993) UW (1997)                   |                                                   | T. Zieliński UD (1993) UW (1997)                  | M. Sekuła AWS                                     | C. Śleziak SLD                                    |                                                   | L. Balcerowicz UW                                 |                                                   | J. Klimek UW                                      |                                                   | L. Piotrowski AWS                                 |                                                   | J. Chojnacki SLD                                  | J. Polaczek AWS                                   | C. Stryjak SLD                                    | J. Błaszczyk SLD                                  |                                                   | E. Sroka AWS                                      |                                                   | P. Nowok AWS                                      | —                                                 | —                                                 |                                                   |                                                   |                                                   |                                                   |                                                   |
| III  | 2000 | J. Rzymełka UW                                    | B. Blida SLD                                      | M. Krzaklewski AWS                                | J. Korpak AWS                                     |                                                   | A. Słomka KPN (1993) AWS (1997)                   |                                                   |                                                   |                                                   | T. Zieliński UD (1993) UW (1997)                  | M. Sekuła AWS                                     | C. Śleziak SLD                                    |                                                   | L. Balcerowicz UW                                 |                                                   | J. Klimek UW                                      |                                                   | L. Piotrowski AWS                                 |                                                   | J. Chojnacki SLD                                  | J. Polaczek AWS                                   | C. Stryjak SLD                                    | J. Błaszczyk SLD                                  |                                                   |                                                   |                                                   | P. Nowok AWS                                      | —                                                 | —                                                 |                                                   |                                                   |                                                   |                                                   |                                                   |
| III  | 2001 | J. Rzymełka UW                                    | B. Blida SLD                                      | M. Krzaklewski AWS                                | J. Korpak AWS                                     | G. Opala AWS                                      | A. Słomka KPN (1993) AWS (1997)                   | Z. Żymełka UW                                     |                                                   |                                                   | T. Zieliński UD (1993) UW (1997)                  |                                                   | C. Śleziak SLD                                    |                                                   |                                                   |                                                   | J. Klimek UW                                      |                                                   | L. Piotrowski AWS                                 |                                                   | J. Chojnacki SLD                                  | J. Polaczek AWS                                   | C. Stryjak SLD                                    | J. Błaszczyk SLD                                  |                                                   |                                                   |                                                   | P. Nowok AWS                                      | —                                                 | —                                                 |                                                   |                                                   |                                                   |                                                   |                                                   |
| IV   | 2001 | okręg zniesiony – patrz okręgi nr 27, 29, 30 i 31 | okręg zniesiony – patrz okręgi nr 27, 29, 30 i 31 | okręg zniesiony – patrz okręgi nr 27, 29, 30 i 31 | okręg zniesiony – patrz okręgi nr 27, 29, 30 i 31 | okręg zniesiony – patrz okręgi nr 27, 29, 30 i 31 | okręg zniesiony – patrz okręgi nr 27, 29, 30 i 31 | okręg zniesiony – patrz okręgi nr 27, 29, 30 i 31 | okręg zniesiony – patrz okręgi nr 27, 29, 30 i 31 | okręg zniesiony – patrz okręgi nr 27, 29, 30 i 31 | okręg zniesiony – patrz okręgi nr 27, 29, 30 i 31 | okręg zniesiony – patrz okręgi nr 27, 29, 30 i 31 | okręg zniesiony – patrz okręgi nr 27, 29, 30 i 31 | okręg zniesiony – patrz okręgi nr 27, 29, 30 i 31 | okręg zniesiony – patrz okręgi nr 27, 29, 30 i 31 | okręg zniesiony – patrz okręgi nr 27, 29, 30 i 31 | okręg zniesiony – patrz okręgi nr 27, 29, 30 i 31 | okręg zniesiony – patrz okręgi nr 27, 29, 30 i 31 | okręg zniesiony – patrz okręgi nr 27, 29, 30 i 31 | okręg zniesiony – patrz okręgi nr 27, 29, 30 i 31 | okręg zniesiony – patrz okręgi nr 27, 29, 30 i 31 | okręg zniesiony – patrz okręgi nr 27, 29, 30 i 31 | okręg zniesiony – patrz okręgi nr 27, 29, 30 i 31 | okręg zniesiony – patrz okręgi nr 27, 29, 30 i 31 | okręg zniesiony – patrz okręgi nr 27, 29, 30 i 31 | okręg zniesiony – patrz okręgi nr 27, 29, 30 i 31 | okręg zniesiony – patrz okręgi nr 27, 29, 30 i 31 | okręg zniesiony – patrz okręgi nr 27, 29, 30 i 31 | okręg zniesiony – patrz okręgi nr 27, 29, 30 i 31 | okręg zniesiony – patrz okręgi nr 27, 29, 30 i 31 | okręg zniesiony – patrz okręgi nr 27, 29, 30 i 31 | okręg zniesiony – patrz okręgi nr 27, 29, 30 i 31 | okręg zniesiony – patrz okręgi nr 27, 29, 30 i 31 | okręg zniesiony – patrz okręgi nr 27, 29, 30 i 31 | okręg zniesiony – patrz okręgi nr 27, 29, 30 i 31 |

### Wybory parlamentarne 1993
| Komitet wyborczy                                      | Komitet wyborczy                                         | Głosów | %     | Mandaty | Wybrani posłowie                                                                                   |
| ----------------------------------------------------- | -------------------------------------------------------- | ------ | ----- | ------- | -------------------------------------------------------------------------------------------------- |
|                                                       | Sojusz Lewicy Demokratycznej                             | 98 338 | 18,97 | 6       | Barbara Blida, Czesław Śleziak, Jan Chojnacki, Zbigniew Bomba, Jan Kisieliński, Zbigniew Wieczorek |
|                                                       | Unia Demokratyczna                                       | 72 920 | 14,06 | 4       | Irena Lipowicz, Tadeusz Zieliński, Janusz Niemcewicz, Maria Trzcińska-Fajfrowska, Piotr Polmański  |
|                                                       | Konfederacja Polski Niepodległej                         | 48 565 | 9,37  | 2       | Adam Słomka, Grzegorz Kaczmarzyk                                                                   |
|                                                       | Unia Pracy                                               | 44 898 | 8,66  | 2       | Zbigniew Bujak, Sergiusz Karpiński                                                                 |
|                                                       | Bezpartyjny Blok Wspierania Reform                       | 39 500 | 7,62  | 2       | Jerzy Wuttke, Henryk Dyrda                                                                         |
|                                                       | Niezależny Samorządny Związek Zawodowy „Solidarność”     | 36 634 | 7,07  | –       | |
|                                                       | Katolicki Komitet Wyborczy „Ojczyzna”                    | 32 858 | 6,34  | –       | |
|                                                       | Kongres Liberalno-Demokratyczny                          | 29 226 | 5,64  | –       | |
|                                                       | Porozumienie Centrum                                     | 20 565 | 3,97  | –       | |
|                                                       | Polskie Stronnictwo Ludowe                               | 18 276 | 3,52  | 1       | Klemens Ścierski                                                                                   |
|                                                       | Unia Polityki Realnej                                    | 16 541 | 3,19  | –       | |
|                                                       | Niemiecka Wspólnota Pojednanie i Przyszłość              | 13 776 | 2,66  | –       | |
|                                                       | Ruch Autonomii Śląska                                    | 12 446 | 2,40  | –       | |
|                                                       | Partia X                                                 | 10 319 | 1,99  | –       | |
|                                                       | Samoobrona – Leppera                                     | 7075   | 1,36  | –       | |
|                                                       | Koalicja dla Rzeczypospolitej                            | 6515   | 1,26  | –       | |
|                                                       | Towarzystwo Społeczno-Kulturalne Niemców – DFK           | 5477   | 1,06  | –       | |
|                                                       | Polskie Stronnictwo Ludowe – Porozumienie Ludowe         | 1491   | 0,29  | –       | |
|                                                       | Polska Unia Pracujących                                  | 1469   | 0,28  | –       | |
|                                                       | Polska Partia Przyjaciół Piwa                            | 1397   | 0,27  | –       | |
|                                                       | Rzemieślnicza Partia Polski                              | 1163   | 0,22  | –       | |
|                                                       | Polska Wspólnota Narodowa – Polskie Stronnictwo Narodowe | 430    | 0,08  | –       | |
| Frekwencja: 44,69% Źródło: Państwowa Komisja Wyborcza |                                                          |        |       |         | |

Poniższa tabela przedstawia podział mandatów dla komitetów wyborczych na podstawie uzyskanych głosów, a następnie obliczonych ilorazów wyborczych na podstawie metody D’Hondta.
| Podział mandatów dla komitetów wyborczych na podstawie metody D’Hondta | Podział mandatów dla komitetów wyborczych na podstawie metody D’Hondta | Podział mandatów dla komitetów wyborczych na podstawie metody D’Hondta | Podział mandatów dla komitetów wyborczych na podstawie metody D’Hondta | Podział mandatów dla komitetów wyborczych na podstawie metody D’Hondta | Podział mandatów dla komitetów wyborczych na podstawie metody D’Hondta | Podział mandatów dla komitetów wyborczych na podstawie metody D’Hondta | Podział mandatów dla komitetów wyborczych na podstawie metody D’Hondta | Podział mandatów dla komitetów wyborczych na podstawie metody D’Hondta | Podział mandatów dla komitetów wyborczych na podstawie metody D’Hondta | Podział mandatów dla komitetów wyborczych na podstawie metody D’Hondta | Podział mandatów dla komitetów wyborczych na podstawie metody D’Hondta | Podział mandatów dla komitetów wyborczych na podstawie metody D’Hondta | Podział mandatów dla komitetów wyborczych na podstawie metody D’Hondta |
| Komitet wyborczy                                                       | Komitet wyborczy                                                       | Liczba głosów                                                          | Iloraz wyborczy                                                        | Iloraz wyborczy                                                        | Iloraz wyborczy                                                        | Iloraz wyborczy                                                        | Iloraz wyborczy                                                        | Iloraz wyborczy                                                        | Iloraz wyborczy                                                        | Iloraz wyborczy                                                        | Iloraz wyborczy                                                        | Mandaty                                                                | TP                                                                     |
| Komitet wyborczy                                                       | Komitet wyborczy                                                       | Liczba głosów                                                          | /1                                                                     | /2                                                                     | /3                                                                     | /4                                                                     | /5                                                                     | /6                                                                     | /7                                                                     | ...                                                                    | /17                                                                    | Mandaty                                                                | TP                                                                     |
| ---------------------------------------------------------------------- | ---------------------------------------------------------------------- | ---------------------------------------------------------------------- | ---------------------------------------------------------------------- | ---------------------------------------------------------------------- | ---------------------------------------------------------------------- | ---------------------------------------------------------------------- | ---------------------------------------------------------------------- | ---------------------------------------------------------------------- | ---------------------------------------------------------------------- | ---------------------------------------------------------------------- | ---------------------------------------------------------------------- | ---------------------------------------------------------------------- | ---------------------------------------------------------------------- |
|                                                                        | Sojusz Lewicy Demokratycznej                                           | 98 338                                                                 | 98 338                                                                 | 49 169                                                                 | 32 779                                                                 | 24 585                                                                 | 19 668                                                                 | 16 390                                                                 | 14 048                                                                 | ...                                                                    | 5785                                                                   | 6                                                                      | 4,89                                                                   |
|                                                                        | Unia Demokratyczna                                                     | 72 920                                                                 | 72 920                                                                 | 36 460                                                                 | 24 307                                                                 | 18 230                                                                 | 14 584                                                                 | 12 153                                                                 | 10 417                                                                 | ...                                                                    | 4289                                                                   | 4                                                                      | 3,63                                                                   |
|                                                                        | Konfederacja Polski Niepodległej                                       | 48 565                                                                 | 48 565                                                                 | 24 283                                                                 | 16 188                                                                 | 12 141                                                                 | 9713                                                                   | 8094                                                                   | 6938                                                                   | ...                                                                    | 2857                                                                   | 2                                                                      | 2,42                                                                   |
|                                                                        | Unia Pracy                                                             | 44 898                                                                 | 44 898                                                                 | 22 449                                                                 | 14 966                                                                 | 11 225                                                                 | 8970                                                                   | 7483                                                                   | 6414                                                                   | ...                                                                    | 2641                                                                   | 2                                                                      | 2,23                                                                   |
|                                                                        | Bezpartyjny Blok Wspierania Reform                                     | 39 500                                                                 | 39 500                                                                 | 19 750                                                                 | 13 167                                                                 | 9875                                                                   | 7900                                                                   | 6583                                                                   | 5643                                                                   | ...                                                                    | 2324                                                                   | 2                                                                      | 1,96                                                                   |
|                                                                        | Polskie Stronnictwo Ludowe                                             | 18 276                                                                 | 18 276                                                                 | 9138                                                                   | 6092                                                                   | 4569                                                                   | 3655                                                                   | 3046                                                                   | 2611                                                                   | ...                                                                    | 1075                                                                   | 1                                                                      | 0,91                                                                   |
|                                                                        | Niemiecka Wspólnota Pojednanie i Przyszłość                            | 13 776                                                                 | 13 776                                                                 | 6888                                                                   | 4592                                                                   | 3444                                                                   | 2755                                                                   | 2296                                                                   | 1968                                                                   | ...                                                                    | 810                                                                    | 0                                                                      | 0,69                                                                   |
|                                                                        | Towarzystwo Społeczno-Kulturalne Niemców – DFK                         | 5477                                                                   | 5477                                                                   | 2739                                                                   | 1826                                                                   | 1369                                                                   | 1095                                                                   | 913                                                                    | 782                                                                    | ...                                                                    | 322                                                                    | 0                                                                      | 0,27                                                                   |
| Ogółem                                                                 | Ogółem                                                                 | 341 750                                                                | —                                                                      | —                                                                      | —                                                                      | —                                                                      | —                                                                      | —                                                                      | —                                                                      | —                                                                      | —                                                                      | 17                                                                     | 17                                                                     |

### Wybory parlamentarne 1997
| Komitet wyborczy                                      | Komitet wyborczy                               | Głosów  | %     | Mandaty | Wybrani posłowie |
| ----------------------------------------------------- | ---------------------------------------------- | ------- | ----- | ------- | --- |
|                                                       | Akcja Wyborcza Solidarność                     | 166 432 | 31,99 | 7       | Marian Krzaklewski, Mirosław Sekuła, Leszek Piotrowski, Adam Słomka, Jerzy Polaczek, Edmund Sroka, Paweł Nowok, Józef Korpak, Grzegorz Opala |
|                                                       | Sojusz Lewicy Demokratycznej                   | 140 068 | 26,92 | 5       | Barbara Blida, Jan Chojnacki, Czesław Śleziak, Cezary Stryjak, Józef Błaszczyk                                                               |
|                                                       | Unia Wolności                                  | 117 174 | 22,52 | 4       | Leszek Balcerowicz, Tadeusz Zieliński, Irena Lipowicz, Jan Klimek, Jan Rzymełka, Zygmunt Żymełka                                             |
|                                                       | Unia Pracy                                     | 22 780  | 4,39  | –       | |
|                                                       | Ruch Odbudowy Polski                           | 16 968  | 3,26  | –       | |
|                                                       | Polskie Stronnictwo Ludowe                     | 16 182  | 3,11  | –       | |
|                                                       | Krajowa Partia Emerytów i Rencistów            | 11 821  | 2,27  | –       | |
|                                                       | Krajowe Porozumienie Emerytów i Rencistów      | 8251    | 1,59  | –       | |
|                                                       | Unia Prawicy Rzeczypospolitej                  | 8059    | 1,55  | –       | |
|                                                       | Blok dla Polski                                | 5092    | 0,98  | –       | |
|                                                       | Pojednanie i Przyszłość Niemiecka Wspólnota    | 3663    | 0,70  | –       | |
|                                                       | Towarzystwo Społeczno-Kulturalne Niemców – DFK | 2659    | 0,51  | –       | |
|                                                       | Polska Wspólnota Narodowa                      | 1073    | 0,21  | –       | |
| Frekwencja: 44,53% Źródło: Państwowa Komisja Wyborcza |                                                |         |       |         | |

Poniższa tabela przedstawia podział mandatów dla komitetów wyborczych na podstawie uzyskanych głosów, a następnie obliczonych ilorazów wyborczych na podstawie metody D’Hondta.
| Podział mandatów dla komitetów wyborczych na podstawie metody D’Hondta | Podział mandatów dla komitetów wyborczych na podstawie metody D’Hondta | Podział mandatów dla komitetów wyborczych na podstawie metody D’Hondta | Podział mandatów dla komitetów wyborczych na podstawie metody D’Hondta | Podział mandatów dla komitetów wyborczych na podstawie metody D’Hondta | Podział mandatów dla komitetów wyborczych na podstawie metody D’Hondta | Podział mandatów dla komitetów wyborczych na podstawie metody D’Hondta | Podział mandatów dla komitetów wyborczych na podstawie metody D’Hondta | Podział mandatów dla komitetów wyborczych na podstawie metody D’Hondta | Podział mandatów dla komitetów wyborczych na podstawie metody D’Hondta | Podział mandatów dla komitetów wyborczych na podstawie metody D’Hondta | Podział mandatów dla komitetów wyborczych na podstawie metody D’Hondta | Podział mandatów dla komitetów wyborczych na podstawie metody D’Hondta | Podział mandatów dla komitetów wyborczych na podstawie metody D’Hondta | Podział mandatów dla komitetów wyborczych na podstawie metody D’Hondta |
| Komitet wyborczy                                                       | Komitet wyborczy                                                       | Liczba głosów                                                          | Iloraz wyborczy                                                        | Iloraz wyborczy                                                        | Iloraz wyborczy                                                        | Iloraz wyborczy                                                        | Iloraz wyborczy                                                        | Iloraz wyborczy                                                        | Iloraz wyborczy                                                        | Iloraz wyborczy                                                        | Iloraz wyborczy                                                        | Iloraz wyborczy                                                        | Mandaty                                                                | TP                                                                     |
| Komitet wyborczy                                                       | Komitet wyborczy                                                       | Liczba głosów                                                          | /1                                                                     | /2                                                                     | /3                                                                     | /4                                                                     | /5                                                                     | /6                                                                     | /7                                                                     | /8                                                                     | ...                                                                    | /16                                                                    | Mandaty                                                                | TP                                                                     |
| ---------------------------------------------------------------------- | ---------------------------------------------------------------------- | ---------------------------------------------------------------------- | ---------------------------------------------------------------------- | ---------------------------------------------------------------------- | ---------------------------------------------------------------------- | ---------------------------------------------------------------------- | ---------------------------------------------------------------------- | ---------------------------------------------------------------------- | ---------------------------------------------------------------------- | ---------------------------------------------------------------------- | ---------------------------------------------------------------------- | ---------------------------------------------------------------------- | ---------------------------------------------------------------------- | ---------------------------------------------------------------------- |
|                                                                        | Akcja Wyborcza Solidarność                                             | 166 432                                                                | 166 432                                                                | 83 216                                                                 | 55 477                                                                 | 41 608                                                                 | 33 286                                                                 | 27 739                                                                 | 23 776                                                                 | 20 804                                                                 | ...                                                                    | 10 402                                                                 | 7                                                                      | 5,75                                                                   |
|                                                                        | Sojusz Lewicy Demokratycznej                                           | 140 068                                                                | 140 068                                                                | 70 034                                                                 | 46 689                                                                 | 35 017                                                                 | 28 014                                                                 | 23 345                                                                 | 20 010                                                                 | 17 509                                                                 | ...                                                                    | 8754                                                                   | 5                                                                      | 4,84                                                                   |
|                                                                        | Unia Wolności                                                          | 117 174                                                                | 117 174                                                                | 58 587                                                                 | 39 058                                                                 | 29 294                                                                 | 23 435                                                                 | 19 529                                                                 | 16 739                                                                 | 14 647                                                                 | ...                                                                    | 7323                                                                   | 4                                                                      | 4,05                                                                   |
|                                                                        | Ruch Odbudowy Polski                                                   | 16 968                                                                 | 16 968                                                                 | 8484                                                                   | 5656                                                                   | 4242                                                                   | 3394                                                                   | 2828                                                                   | 2424                                                                   | 2121                                                                   | ...                                                                    | 1061                                                                   | 0                                                                      | 0,59                                                                   |
|                                                                        | Polskie Stronnictwo Ludowe                                             | 16 182                                                                 | 16 182                                                                 | 8091                                                                   | 5394                                                                   | 4046                                                                   | 3236                                                                   | 2697                                                                   | 2312                                                                   | 2023                                                                   | ...                                                                    | 1011                                                                   | 0                                                                      | 0,56                                                                   |
|                                                                        | Niemiecka Wspólnota Pojednanie i Przyszłość                            | 3663                                                                   | 3663                                                                   | 1832                                                                   | 1221                                                                   | 916                                                                    | 733                                                                    | 611                                                                    | 523                                                                    | 458                                                                    | ...                                                                    | 229                                                                    | 0                                                                      | 0,13                                                                   |
|                                                                        | Towarzystwo Społeczno-Kulturalne Niemców – DFK                         | 2659                                                                   | 2659                                                                   | 1330                                                                   | 886                                                                    | 665                                                                    | 532                                                                    | 443                                                                    | 380                                                                    | 332                                                                    | ...                                                                    | 166                                                                    | 0                                                                      | 0,09                                                                   |
| Ogółem                                                                 | Ogółem                                                                 | 463 146                                                                | —                                                                      | —                                                                      | —                                                                      | —                                                                      | —                                                                      | —                                                                      | —                                                                      | —                                                                      | —                                                                      | —                                                                      | 16                                                                     | 16                                                                     |